# Verbo ditransitivo
Nella grammatica, un verbo ditransitivo è un verbo che regge un soggetto e due oggetti. Secondo alcune scuole di linguistica, questi oggetti possono essere chiamati diretti e indiretti, o primari e secondari, contrariamente ai verbi transitivi, i quali prendono soltanto uno, diretto, oggetto.
Nelle lingue distinte dal caso grammaticale, si è soliti differenziare gli oggetti di un verbo ditransitivo usando, per esempio, il caso accusativo per l'oggetto diretto, e quello dativo per l'oggetto indiretto (ma questo allineamento morfologico non è unico; vedi sotto). Nelle lingue senza caso morfologico (come in massima parte per l'inglese, italiano, spagnolo, ecc.) gli oggetti vengono distinti dall'ordine delle parole e/o dal contesto.

## Utilizzo inglese
L'inglese ha un numero di verbi generalmente ditransitivi, come give e grant, e molti  verbi transitivi che possono prendere un argomento aggiuntivo (in genere un beneficiario o obiettivo dell'azione), come pass, read, bake, ecc.:
He gave Mary ten dollars. (Egli dava a Maria dieci dollari)
He passed Paul the ball. (Egli passava la palla a Paolo)
Jean read him the books. (Giovanni gli leggeva i libri)
She is baking him a cake. (Lei gli sta cuocendo una torta)
La grammatica inglese permette a queste frasi di essere scritte con o senza una preposizione (to o for):
He gave ten dollars to Mary.
He passed the ball to Paul.
Jean read the books to/for him.
She is baking a cake for him., ecc.
La seconda forma (con la preposizione) è corretta grammaticamente in ogni caso, ma in alcuni dialetti la precedente (senza preposizione) viene considerata sgrammaticata, o perlomeno suona innaturale, quando entrambi gli oggetti sono pronomi (come in he gave me it, "egli me lo dava").
Talvolta una delle forme viene percepita come errata per ragioni di idiosincrasia (Le lingue tendono ad essere fissate in una forma) o il verbo semplicemente impone uno dei modelli escludendo l'altro:
Give a break to me (grammaticale, ma sempre realizzato come give me a break)
He introduced Susan his brother (di solito diventa he introduced his brother to Susan)
In alcuni dialetti inglesi, molti verbi normalmente non trattati come ditransitivi possono prendere un secondo oggetto che mostra un beneficiario, generalmente di un'azione eseguita per se stessi.
Let's catch us some fish. (some fish for us)
Inoltre, questo uso è idiomatico e quindi arbitrario, imparato soltanto con l'esperienza.

### Forma passiva
Molti verbi ditransitivi hanno una voce della forma passiva che può reggere un oggetto diretto: 
Attiva:
Giovanni dà i libri a lui.
Giovanni gli dà i libri.
Passiva:
I libri sono dati a lui da Giovanni.
I libri gli sono dati da Giovanni.
Non tutte le lingue hanno la voce passiva, e qualcuna che ce l'ha (per es. il polacco) non permette che l'oggetto indiretto di un verbo ditransitivo sia promosso a soggetto tramite la passivizzazione, come accade in altre lingue (italiano, inglese, spagnolo, ecc.)

### Verbi ditransitivi attributivi
C'è un tipo differente di verbo ditransitivo, dove i due oggetti sono semanticamente un'entità e una qualità, una fonte e un risultato, ecc. Questi verbi attribuiscono un oggetto all'altro. In italiano sono per es. fare, nominare, chiamare,  fissare ed altri:
- Lo stato di New York fece Hillary Clinton senatrice.
- Lo chiamerò Giuseppe.

## Allineamento ditransitivo/monotransitivo
Come gli argomenti dei verbi intransitivi e transitivi sono allineati in una data lingua che permette una sorta di classificazione tipologica, l'allineamento tra argomenti di verbi monotransitivi e ditransitivi permette un altro tipo di classificazione.  Se i tre argomenti di un tipico verbo ditransitivo sono definiti D (per Donatore; il soggetto di un verbo come "dare" in italiano), T (per Tema; normalmente l'oggetto diretto di un verbo ditransitivo italiano) e R (per Ricevente, normalmente l'oggetto indiretto in italiano), questi possono essere allineati con l'Agente e Paziente dei verbi monotransitivi e il Soggetto dei verbi intransitivi in molti modi, i quali non sono totalmente predetti dal fatto se la lingua sia accusativa, ergativa, o attiva. Il Donatore è sempre o quasi sempre nello stesso  caso come Agente, ma diverse lingue considerano allo stesso modo gli altri argomenti in modi differenti:
- Lingue indirette: D = A, T = P, con un terzo caso per R
- Lingue secondarie o decticeziative: D = A, R = P, con un terzo caso per T
- Lingue scisse-P: D = A, alcune proposizioni monotransitive hanno P = T, altre P = R

## Fonti
- (EN)  "Allineamento di ditransitivi con funzioni del caso monotransitivo", un messaggio inviato alla CONLANG mailing list del 17 maggio 2005
- (EN)  Un altro messaggio del 3 agosto 2005, riguardo alle varie combinazioni di allineamenti ditransitivo/monotransitivo e monotransitivo/intransitivo realmente attestati nelle lingue naturali
- (EN)  Person, Anna Siewierska (Cambridge Textbooks in Linguistics, 2004)
- (EN)  "Argument Marking in Ditransitive Alignment Types", Martin Haspelmath (2005)